# ⑤計画
⑤計画（まるごけいかく）は、大日本帝国海軍の艦艇建造計画。正式には、第五次海軍軍備充実計画だが、通称として○の中に数字を入れてマル5（まるご）計画と呼ばれた。昭和16年に計画され、昭和17年から25年までの9ヶ年間で実行される予定であった。

## 概要
③、④計画を押し進めていた日本は、続く構想として昭和13年頃には概略検討が進んでおり、やはり前後2期の計画として海軍力整備を押し進める予定となっていた。昭和13年11月に策定された「昭和25年初頭における保有艦船一覧表」（防衛省戦史研究室所蔵資料）によると、この頃に想定されていた⑤計画の内容は戦艦2・空母2・重巡2を中心とするものである。
しかしアメリカは第二次ヴィンソン案にて④計画を大きく上回る建艦をスタートさせ、日本海軍に対する優位を確立しようと動き始めた。さらに1939年に第二次世界大戦が始まると、日独両国に同時に対抗するべく1940年の第三次ヴィンソン案、さらにはスターク案を相次いで予算成立させ、「両洋艦隊」の実現をもくろむ海軍戦力の大拡張に向け動きだした。特にスターク案は海軍力70％増強を図るという、当時の連合艦隊の総戦力に匹敵するまさに圧倒的な計画であった。
このアメリカの計画に対し、帝国海軍は本計画及び⑥計画の二段階に分けた建造計画によって対抗することとなった。⑤計画による艦艇軍備の所要経費は約44億円と推算され、昭和17年から25年までの9ヶ年間で実行される予定であった。また、その他に航空軍備にかかる所要経費は約20億円、軍備拡大に伴う生産能力拡充用施設に19億円、教育機関用設備に5億円の費用が見込まれた。
しかし、当時航空本部長だった井上成美中将に戦艦より航空を重視するよう指摘されうやむやになり、さらに12月には、太平洋戦争が開戦、翌年6月にはミッドウェー海戦で正規空母を一挙に4隻失うこととなったため、帝国海軍は、この⑤計画の内容を空母中心の改⑤計画に全面的に改定することとなった。

## 計画概案

### 艦艇
- 戦艦
  - 改大和型 - 1隻　※起工せず
  - 超大和型 - 2隻　※起工せず
- 航空母艦
  - G14型 - 3隻（→海軍省によりG14型1隻、中型2隻に変更）　※起工せず
- 巡洋艦
  - 超甲型巡洋艦 - 2隻　※起工せず
  - 改阿賀野型軽巡洋艦 - 5隻　※起工せず
  - 815号型軽巡洋艦 - 4隻　※起工せず
- 水上機母艦 - 2隻
- 飛行艇母艦 - 7隻
- 潜水母艦 - 1隻
- 駆逐艦
  - （甲） - 16隻
  - （乙） - 16隻
- 潜水艦
  - （甲） - 2隻
  - （乙） - 12隻
  - （中） - 9隻
  - （小） - 9隻
  - （海大） - 10隻
  - （補給） - 3隻
- 敷設艦 - 2隻
- 敷設網艦 - 1隻
- 砲艦
  - （大） - 1隻
  - （小） - 2隻
- 海防艦（甲） - 4隻
- 掃海艇 - 10隻
- 駆潜艇 - 18隻
- 敷設艇 - 8隻
- 特務艦 - 8隻

総合計：159隻、総トン数約65万t

### 航空兵力
- 陸上戦闘機 - 336機
- 戦闘機兼爆撃機 - 240機
- 陸上偵察機 - 48機
- 水上戦闘機 - 288機
- 水上爆撃機 - 40機
- 飛行艇 - 18機
- 哨戒機 - 104機
- 輸送機 - 48機
- 陸上練習機 - 240機
- 水上練習機 - 228機
- 機上作業練習機 - 516機
- 陸上実用機 - 860機
- 水上実用機 - 294機

総合計：3458機

## 計画完成時の戦時編制案
昭和22年度戦時編制案。昭和16年2月策定。防衛省戦史研究室所蔵資料。
連合艦隊直属
第1戦隊
⑤戦艦3・⑤駆乙4
同 第1艦隊
第2戦隊
④戦艦2・③戦艦2・⑤駆乙4
第3戦隊
長門・陸奥
第4戦隊
扶桑・山城・伊勢・日向
第11戦隊
加古・古鷹
第12戦隊
⑤巡乙4
第1水雷戦隊
神通・③駆逐艦15
第3水雷戦隊
④巡乙1・駆逐艦16
特水雷母1
第5航空戦隊
瑞鳳・祥鳳・駆逐艦2
同 第2艦隊
第5戦隊
金剛・比叡・榛名・霧島
第6戦隊
⑤超甲巡2
第7戦隊
利根・筑摩
第8戦隊
高雄・愛宕・摩耶・鳥海
第9戦隊
最上・三隈・鈴谷・熊野
第10戦隊
⑤巡乙（小）4
第2水雷戦隊
⑤巡乙1・⑤駆逐艦16
第4水雷戦隊
④巡乙1・④駆逐艦16
特水雷母1
同 第3艦隊
第13戦隊
羽黒・夕張
第16戦隊
津軽・沖島・⑤敷設2
第5水雷戦隊
④巡乙1・駆逐艦14
第5潜水戦隊
由良・海大2・⑤海大1・呂号2
第8航空戦隊
瑞穂・⑤水母2
第1根拠地隊
第2根拠地隊
同 第4艦隊
第17戦隊
青葉・衣笠
第18戦隊
厳島・八重山・特敷2
第19戦隊
特巡4
第20戦隊
⑤海防4
第6水雷戦隊
④巡乙1・駆逐艦12
特水雷母1
第6潜水戦隊
五十鈴・伊7・海大9・特潜母1
第9潜水戦隊
川内・⑤潜小18・特潜母1
第9航空戦隊
特水母3
第3根拠地隊
第4根拠地隊
第5根拠地隊
第6根拠地隊
艦隊附属
特設監視艇（甲）18
同 第5艦隊
第21戦隊
妙高・⑤海防1
第22戦隊
特巡2・特水母2
第23戦隊
特巡2・特水母2
第24戦隊
特巡2・特水母2
第25戦隊
占守・国後・八丈・宮古
第7根拠地隊
艦隊附属
⑤砕氷1・特設監視艇（甲）27
同 第6艦隊
香取・特水母2
第1潜水戦隊　④巡丙1・特潜母1 
伊11・（巡潜3）・（巡潜3）・（巡潜3）
⑤潜甲1・（巡潜3）・（巡潜3）・（巡潜3）
第2潜水戦隊　④巡丙1・特潜母2 
伊10・（巡潜3）・（巡潜3）・（巡潜1・⑤巡潜2）
⑤潜甲1・（⑤巡潜3）・（⑤巡潜3）・（⑤巡潜3）・⑤巡潜1
同 第1航空艦隊
第1航空戦隊
赤城・加賀・④駆乙3
第2航空戦隊
⑤空母2・⑤駆乙4
第3航空戦隊
④空母1・翔鶴・瑞鶴・⑤駆乙4
第4航空戦隊
蒼龍・飛龍・④駆乙3
第6航空戦隊
龍驤・特空母2・駆逐艦3
第8航空戦隊
特空母3・駆逐艦3
同 第11航空艦隊
第21航空戦隊
⑤航空隊（敷香）・美幌空・特設空1
第22航空戦隊
千歳空・三沢空・特設空1
第23航空戦隊
豊橋空・美保空・特設空1
第24航空戦隊
松島空・元山空
第25航空戦隊
鹿屋空・特設空1
艦隊附属
特航運10
同 第12航空艦隊
第31航空戦隊
横浜空・⑤航空隊（琵琶湖）・特設空1
第32航空戦隊
⑤航空隊（浜名湖）・三河湾空・特設空1
第33航空戦隊
⑤航空隊（内海西部）・特設空1
第34航空戦隊
⑤航空隊（内海東部）・⑤航空隊（宍道湖）・特設空1
第35航空戦隊
⑤航空隊（本州沿岸）・特設空1
艦隊附属
飛母大1・小3・特航運4
同 第13航空艦隊
第26航空戦隊
新竹空・特設空1
第27航空戦隊
高雄空・特設空1
第28航空戦隊
⑤航空隊（上海）・⑤航空隊（黄流）・特設空1
第36航空戦隊
東港空・⑤航空隊（淡水）・特設空1
第37航空戦隊
⑤航空隊（小海）・特設空1
第41航空戦隊
台南空・⑤航空隊（台東）・特設空1
艦隊附属
飛母小2・特航運3
同 第14航空艦隊
第29航空戦隊
⑤航空隊（サイパン陸）・⑤航空隊（パラオ陸）
第38航空戦隊
⑤航空隊（サイパン水）・⑤航空隊（パラオ水）・特設空1
第39航空戦隊
⑤航空隊（トラック陸）・⑤航空隊（トラック水）・⑤航空隊（ポナペ）・特設空1
艦隊附属
飛母中1・小1・特航運1
連合艦隊附属
第3潜水戦隊
鹿島・⑤潜母1
伊9・海大9
第4潜水戦隊
⑤練巡1・⑤潜母1
伊8・⑤海大9
第7潜水戦隊
大鯨　⑤潜中9
第8潜水戦隊
阿武隈・⑤潜中9・特潜母1
第26戦隊
千歳・千代田・日進
第27戦隊
特巡4
第7航空戦隊
特空母2・駆逐艦2
明石・⑤工2・摂津・白沙・⑤潜補3・特工2・特水母2
支那方面艦隊
同 第1遣支艦隊
第30戦隊
砲艦6（内1は⑤計画艦）
砲艇隊1（特砲艇4）
艦隊附属
漢口方面特別根拠地隊（砲艇隊1を含む）
九江基地隊（砲艇隊1を含む）
第1病院
同 第2遣支艦隊
第31戦隊
那智・駆逐隊1
砲艇隊1（砲艇中9・小9）
艦隊附属
海南島連合根拠地隊
海口方面根拠地隊
三亞方面根拠地隊
第21水雷隊（水雷艇4）
広東方面特別根拠地隊（砲艇隊1を含む）
履門方面特別根拠地隊（砲艇隊1を含む）
⑤砲艦1・宇治
同 第3遣支艦隊
第32戦隊
香椎・駆逐隊1
艦隊附属
青島方面根拠地隊（砲艇隊1を含む）
青島空
支那方面艦隊附属
上海方面根拠地隊
駆逐隊1・上海港務部・砲艇隊2
上海海軍特別陸戦隊
南京基地隊（砲艇隊1を含む）
舟山島基地隊（砲艇隊1を含む）
⑤砲艦1・特水母1・病院船1